# 大垣市立西中学校
大垣市立西中学校（おおがきしりつ にしちゅうがっこう）は、岐阜県大垣市にある市立中学校。

## 沿革
- 1947年（昭和22年）
  - 4月 - 大垣市立西小学校、大垣市立日新小学校、大垣市立静里小学校、綾里村立綾里小学校を校区にし、大垣市立西中学校として開校。西小学校の校舎の一部を本校とし、各小学校（日新・静里・綾里）に分校（日新分校・静里分校・綾里分校）を設置。
  - 10月1日 - 不破郡綾里村が大垣市に編入される。
- 1948年（昭和23年）
  - 8月 - 現在地[注釈 1]に新築移転。日新分校、静里分校、綾里分校を廃止。生徒数に対し教室が不足したため、一部の生徒を南中学校に委託。
  - 12月 - 校舎を増築。全生徒を収容する。
- 1954年（昭和29年）10月1日 - 不破郡荒崎村が大垣市に編入される。
- 1958年（昭和33年）4月1日 - 不破郡垂井町への生徒委託が解消され、島、一六、長松（旧・不破郡荒崎村）の生徒は垂井町立不破中学校校区から西中学校校区に移り、荒崎小学校校区が加わる。
- 1969年（昭和44年）4月 - 西部中学校を分離し、静里小学校、綾里小学校、荒崎小学校校区が西部中学校校区に移る。日之出町が興文中学校区へ移る。

## 通学区域[1]
- 多芸島1丁目、2丁目、3丁目、4丁目
- 入方1丁目、2丁目、3丁目
- 上笠1丁目、2丁目、3丁目
- 西大外羽1丁目、2丁目、3丁目、4丁目
- 高渕町
- 高渕1丁目、2丁目、3丁目、4丁目
- 上屋1丁目、2丁目
- 友江1丁目、2丁目
- 大外羽1丁目、2丁目、3丁目、4丁目
- 割田1丁目（22の4、313の6、318の5、318の7、320の1、325の1、327の1、330の1から330の16を除く）、2丁目（430の1を除く）、3丁目（1及び20を除く）
- 外野1丁目、2丁目、3丁目、4丁目
- 外花1丁目、2丁目、3丁目、4丁目、5丁目、6丁目
- 船町3丁目、4丁目、5丁目、6丁目、7丁目
- 久瀬川町1丁目、2丁目、3丁目、4丁目、5丁目、6丁目、7丁目
- 南切石町1丁目、2丁目
- 今町1丁目、2丁目
- 若森町1丁目、2丁目、3丁目、4丁目
- 南若森町
- 南若森町1丁目、2丁目、3丁目
- 南若森4丁目、5丁目、6丁目
- 本今町
- 本今1丁目、2丁目、3丁目、4丁目、5丁目、6丁目
- 青柳町1丁目、2丁目、3丁目、4丁目
- 割田町
- 割田1丁目（22の4、313の6、318の5、318の7、320の1、325の1、327の1、330の1から330の16)）、2丁目（430の1）、3丁目（1、20）
- 外野町

## 進学前小学校
- 日新小学校
- 西小学校通学区域の一部（*船町3丁目、4丁目、5丁目、6丁目、7丁目、久瀬川町1丁目、2丁目、3丁目、4丁目、5丁目、6丁目、7丁目、南切石町1丁目、2丁目、今町1丁目、2丁目、若森町1丁目、2丁目、3丁目、4丁目、南若森町、南若森町1丁目、2丁目、3丁目、南若森4丁目、5丁目、6丁目、本今町、本今1丁目、2丁目、3丁目、4丁目、5丁目、6丁目、青柳町1丁目、2丁目、3丁目、4丁目、割田町、割田1丁目（22の4、313の6、318の5、318の7、320の1、325の1、327の1、330の1から330の16)）、2丁目（430の1）、3丁目（1、20）、外野町）

## 交通アクセス
- 養老鉄道養老線美濃青柳駅下車、徒歩3分。